# Погребняк, Юрий Анатольевич
Ю́рий Анато́льевич Погребня́к (укр. Юрій Анатолійович Погребняк; род. 22 июня 1959, Луганск) — советский футболист и украинский тренер.

## Игровая карьера
Играл за СКА (Киев) и «Химик» (город Рубежное, Луганская область).

## Тренерская карьера
С 1983 года работал играющим тренером команды «Нива» (Сватово), с которой за два года занимал второе и первое место в чемпионате области. После Сватово работал в луганской «Заре» тренером-селекционером и администратором.
В 1990 году стоял у истоков создания футбольной команды «Динамо» (Луганск). В то время в областном центре работали две футбольные школы, выпускавшие ежегодно десятки юных футболистов, не все из которых попадали в «Зарю». Тогда на базе спортивного клуба «Лугань» специализированного ремонтно-строительного предприятия «Светофор» УВД Луганской области была организована футбольная команда «Динамо». Под руководством Погребняка команда выиграла областное первенство, затем заняла первое место в отборочном турнире для определения команд — участниц республиканского чемпионата. В сезоне 1992/93 заняла второе место в переходной лиге. В сезоне 1993/94 финишировали на 7-м во второй лиге, в следующем — на третьем. В 1995 году из-за финансовых проблем была расформирована.
Луганчане во главе с Юрием Погребняком всем составом перешли в мариупольский «Азовец», с которым они вышли из второй лиги в первую, а затем транзитом и в высшую. После третьего матча дебютного сезона в высшей лиге Погребняк был уволен из-за скандала с избиением судей. После окончания матча против полтавской «Ворсклы», проигранного мариупольцами 2:5, судейская бригада вместе с инспектором встречи Евгением Лемешко в ожидании утреннего вылета в Киев переночевала в ведомственной гостинице. Около четырёх утра в комнату, где отдыхали судья Вадим Шевченко и его ассистент Александр Козаченко, вошли четверо во главе с Юрием Погребняком. После словесных перепалок судей избивали около двадцати минут. Преступников остановил дежурный по гостинице, услышавший шум и вызвавший милицию. 15 июля 1997 года на заседании бюро ПФЛ было принято решение оштрафовать клуб на 5000 долларов, а Погребняка дисквалифицировать пожизненно. Через некоторое время пожизненное наказание было заменено временным, и он продолжил работать.
После Мариуполя Погребняк работал в России в сочинской «Жемчужине» ассистентом Анатолия Байдачного.
В 1999 году вернулся в Луганск, где познакомился с П. А. Пилавовым, который желал создать футбольную команду. Их «Эллада-Энергия» выступала в чемпионате области, а после её расформирования практически весь коллектив клуба перешёл в луганский «Шахтёр». Луганские «горняки» стали победителями любительского чемпионата Украины 2001 года и завоевали место во второй лиге чемпионата Украины. По итогам дебютного сезона луганчане стали вторыми в своей группе второй лиги, уступив лишь соседям из «Зари». С уходом В. И. Скубенко с должности директора шахтоуправления, «Шахтёр» практически потерял финансирование. Лишь благодаря поддержке директора ГП «Северодонецкая ТЭЦ» Г. И. Динейкина команда смогла доиграть второй круг чемпионата. После расформирования «Шахтёра» многие его футболисты перешли в команду Динейкина — северодонецкую «Молнию». Туда же отправился и Погребняк, занявший место тренера-консультанта. «Молния», как и луганский «Шахтёр» за два года до того, стала победителем любительского чемпионата Украины среди любителей, после чего заявилась во вторую лигу. Во второй лиге 2004/05 «Молния» заняла 4-е место. В начале следующего сезона команда отказалась от участия в чемпионате из-за недостатка финансирования. После этого Юрий Погребняк покинул Северодонецк.
Летом 2006 года был приглашён в днепродзержинскую «Сталь». Командой руководил полгода. Сумел вывести команду в 1/4 финала Кубка Украины, выбив на пути два клуба высшей лиги.
В начале декабря 2007 года Погребняк сменил Владимира Шеховцова на посту тренера харьковского «Гелиоса». Под руководством Погребняка в первенстве Украины «солнечные» провели 41 матч (включая аннулированный с «Коммунальником»), в которых одержали 13 побед, 4 раза сыграли вничью и 24 раза проиграли. После очередного поражения на своем поле от «Крымтеплицы» (0:1) и падения на предпоследнее место в турнирной таблице первой лиги тренер покинул «Гелиос» «по состоянию здоровья».
В мае 2009 года Юрий Погребняк был назначен на должность вице-президента по спортивной работе луганской «Зари», но быстро покинул клуб. 6 октября 2009 года назначен спортивным директором мини-футбольного клуба ЛТК.